# Apostates rapae
Apostates rapae là một loài thực vật có hoa trong họ Cúc. Loài này được (F.Br.) Lander mô tả khoa học đầu tiên năm 1989.